# United States Bureau of Mines
Lo United States Bureau of Mines (in italiano: Ufficio delle Miniere degli Stati Uniti), o USBM, era un'agenzia federale del Dipartimento degli Interni degli Stati Uniti d'America, fondata il 16 maggio 1910, e soppressa nel settembre 1995. Nel corso del XX secolo, è stato il principale organismo del governo statunitense impegnato nella ricerca e nella divulgazione scientifica sull'estrazione, lavorazione, uso e conservazione delle risorse minerarie.

## Attività

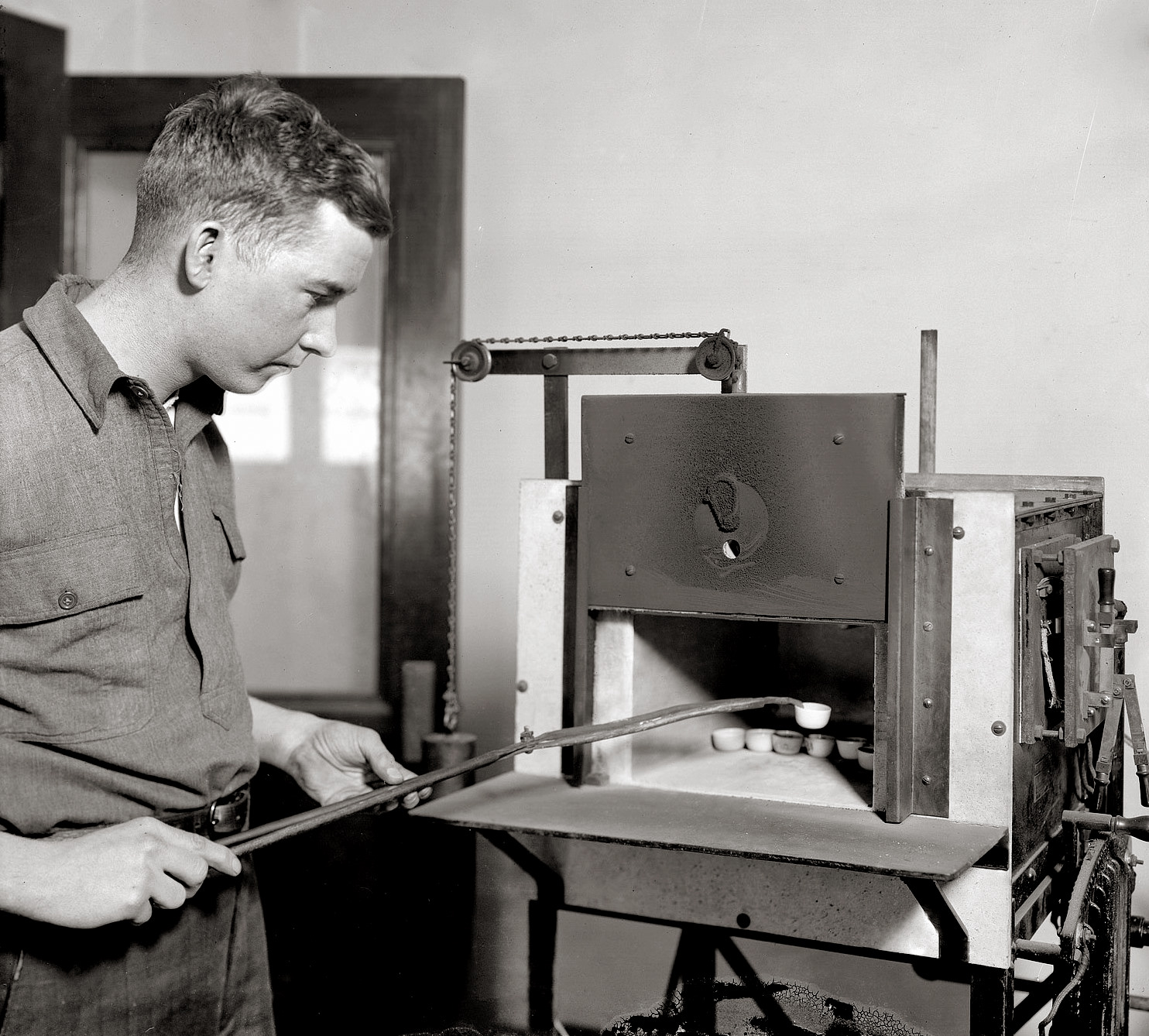
Un dipendente dello United States Bureau of Mines mentre conduce un esperimento, circa 1920

Fondato inizialmente per affrontare una serie di catastrofiche sciagure minerarie che avevano funestato gli Stati Uniti, nel corso degli anni il Bureau of Mines espanse gradualmente la sua missione per occuparsi di: 
- ricerche nel campo della salute, della sicurezza e dell'impatto ambientale dei minerali e dell'industria della lavorazione ed estrazione mineraria;
- raccolta, analisi e divulgazione di informazioni sull'estrazione e sulla lavorazione di oltre 100 minerali a livello nazionale e internazionale;
- analisi dell'impatto di proposte legislative e regolamentari in campo minerario;
- produzione, conservazione, vendita e distribuzione di elio per attività governative di carattere essenziale.

Divenuto un punto di riferimento nazionale ed internazionale per tutte le ricerche e le attività in campo minerario, dal 1978 il Bureau of Mines vinse 35 volte gli R&D 100 Awards, assegnati annualmente dalla rivista R&D Magazine alle 100 più importanti innovazioni dell'anno nel settore della ricerca. Tale risultato è ancora più impressionante considerando le dimensioni limitate del bilancio per la ricerca del Bureau of Mines in confronto a quello di altre istituzioni e imprese pubbliche e private degli Stati Uniti.

## Chiusura e risultati
All'atto della sua chiusura nel settembre del 1995, parte delle funzioni fino ad allora esercitate dal Bureau of Mines furono trasferite ad altre agenzie federali insieme al relativo personale, mentre altre furono semplicemente soppresse. Ad esempio, quasi 100 milioni di dollari, ossia il 66%, dei suoi programmi cessarono, e approssimativamente 1.000 dei suoi dipendenti furono licenziati. Tra le amministrazioni che subentrarono (seppure parzialmente) al Bureau of Mines vi furono il Dipartimento dell'Energia per alcuni programmi in materia di salute, sicurezza e materiali, lo U.S. Geological Survey e il Bureau of Land Management per quanto riguarda certe attività informative sui minerali. Il processo di chiusura, con il contestuale trasferimento delle funzioni e congedo del personale, fu completato nel marzo 1996. Le pubblicazioni del Bureau of Mines, Mineral Industry Surveys, Mineral Commodity Summaries e Minerals Yearbook continuano a uscire (i numeri storici sono stati digitalizzati e sono disponibili in rete).
Nel corso della sua lunga attività, il Bureau of Mines ha dato un contributo fondamentale allo sviluppo delle conoscenze e delle applicazioni in campo minerario, raggiungendo importanti e innovativi traguardi. Ad esempio:
- misure per aumentare la sicurezza del lavoro in miniera;
- tecnologie di estrazione di minerali pregiati come titanio, zirconio, cobalto e cromo;
- interventi per ridurre l'impatto ambientale e l'inquinamento legati alle attività di estrazione e lavorazione dei metalli;
- scoperte di nuovi giacimenti (come quelli di piombo e zinco in Alaska, considerati i più importanti del mondo);
- sviluppo di processi per la produzione di combustibili liquidi sintetici (processo Karrick).